# Atreucó (departement)
Atreucó is een departement in de Argentijnse provincie La Pampa. Het departement (Spaans: departamento) heeft een oppervlakte van 3.580 km² en telt 10.134 inwoners.

## Plaatsen in departement Atreucó
- Doblas
- Macachín
- Miguel Riglos
- Rolón
- Tomás Manuel de Anchorena